# Гунсунь Шу
Гунсу́нь Шу (кит. трад. 公孫述, упр. 公孙述, пиньинь Gōngsūn Shù, ? — 36), взрослое имя Цзыя́н (кит. 子阳) — древнекитайский чиновник, император государства Чэнцзя.
Гунсунь Шу был родом из уезда Маолин области Фэнфу. Стал управляющим уезда Циншуй (清水县, на территории современной провинции Ганьсу), проявил себя хорошим управленцем, стал широко известен. Ван Ман, низложив династию Хань и объявив об установлении династии Синь, поставил его во главе округа Шу (蜀郡, в современной провинции Сычуань). Проводимая Ван Маном политика привела к большому количеству восстаний, поэтому Гунсунь Шу самостоятельно объявил себя «защищающим Хань полководцем» (辅汉将军) и стал фактическим правителем провинции Ичжоу (занимала Сычуаньскую котловину).
В 25 году Гунсунь Шу объявил себя императором государства Чэнцзя — практически одновременно с тем, как в Лане Лю Сю объявил себя императором Восточной династии Хань. На тот момент в стране имелся ещё ряд региональных лидеров, контролирующих отдельные территории, которые формально признали Лю Сю, но фактически были самовластными правителями, и Восточной Хань пришлось сначала разбираться с ними. Поначалу император приказал покорить Чэнцзя Вэй Сяо (губернатору провинции Сичжоу) и Доу Жуну (губернатору провинции Лянчжоу), но те не стали этого делать.
Поняв, что ни Вэй Сяо, ни Гунсунь Шу не покорятся добровольно, летом 30 года Лю Сю начал кампанию против Вэй Сяо. В ответ Вэй Сяо формально признал главенство Гунсунь Шу, принял от него титул Шонинского князя (朔宁王), и попытался уговорить Доу Жуна присоединиться к нему. Доу Жун отказался, и атаковал Вэй Сяо вместе с Лю Сю.
После восстановления центральной власти в Сичжоу Восточная Хань переключила своё внимание на Чэнцзя. В поход были отправлены две армии: армия под командованием У Ханя и Цэнь Пэна двинулась вверх по Янцзы из современной провинции Хубэй, а армия Лай Шэ и Гай Яня наступала из южной части современной провинции Шэньси. Вместо того, чтобы встретить армии на поле боя, Гунсунь Шу предпочёл попытаться убить их командующих. Убийство Цэнь Пэна и Лай Шэ привело к временной остановке восточноханьских сил, однако, перегруппировавшись, войска двинулись дальше, и в 36 году Гунсунь Шу капитулировал в своей столице Чэнду. После этого генерал У Хань вырезал более 10 тысяч человек; род Гунсунь был уничтожен полностью.